# 尿膣
尿膣（urovagina）とは子宮、膣が沈下しているために排尿時に尿が膣内に逆流して貯留し、外子宮口を浸すもの。牛や馬でみられ、精子が尿の影響を受けるために不妊となる。一時的な貯留では膣洗浄により治療が容易であるが、慢性的な尿膣では膣部炎、頸管炎を併発することがあり、この場合は治療は困難となる。著しい膣の沈下がみられる場合は尿道延長術、膣底防壁形成術などの外科手術が行われるが、再発することが多い。